# Jindřich Valenta - Concept

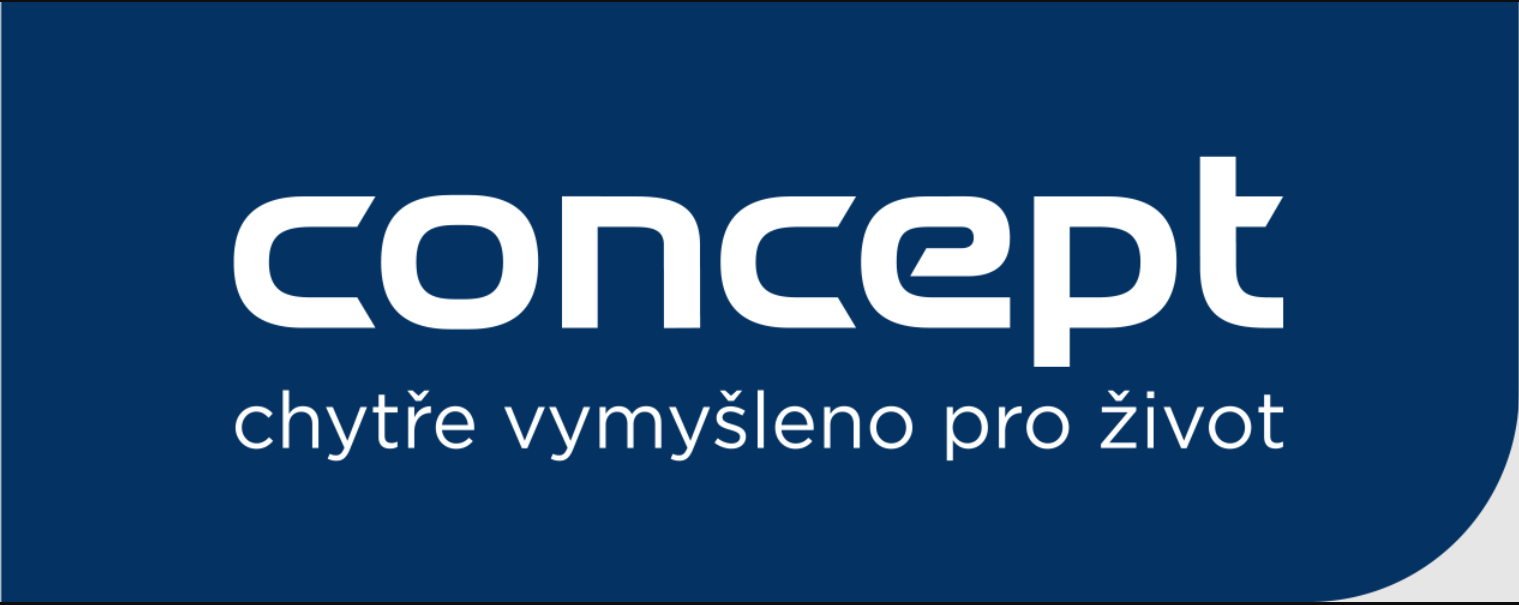
Logo společnosti

Jindřich Valenta – Concept (též Jindřich Valenta – Elko Valenta) je česká firma a vlastník značky elektrospotřebičů Concept.  
Firma začala roku 1991 jako distributor z Německa dovážených elektrospotřebičů ELKO se sídlem v Chocni. Roku 1995 vznikla slovenská pobočka v Trenčíně a roku 2003 polská ve Vratislavi.
V roce 1995 přišla firma s vlastním ručním šlehačem se značkou Concept, ale až roku 2001 začala výroba celé řady spotřebičů s touto značkou. Roku 2008 firma rozšířila svůj záběr o výrobu vestavných velkých elektrospotřebičů (sporáky, lednice, myčky).
Výrobky pod značkou Concept se vyrábějí v Číně, Turecku, Polsku a Itálii. Concept je sám nevyvíjí, ale zasahuje do jejich designu, použitých materiálů a podobně.